# Raymond Libregts
Raymond Libregts (Rotterdam, 25 december 1964) is een Nederlands voetbaltrainer en voormalig voetballer.

## Spelerscarrière
Libregts verruilde in 1980 de jeugdopleiding van Excelsior voor PSV waar zijn vader trainer werd. Als 19-jarige debuteerde hij daar op 11 maart 1984 in het eerste elftal onder Jan Reker, tijdens een met 1-5 gewonnen uitwedstrijd bij DS '79 als invaller voor Ton Lokhoff. Een echte doorbraak als basisspeler in Eindhoven liet op zich wachten. In 1985 verkaste hij daarom samen met ploeggenoot Peter Corbijn naarVVV, waar hij als centrale verdediger of middenvelder uiteindelijk zou uitgroeien tot basisspeler. Libregts speelde drie seizoenen voor VVV en vanaf 1988 twee seizoenen voor Sparta Rotterdam. De meeste wedstrijden speelde hij voor MVV. Zijn verblijf in Maastricht duurde zes seizoenen. In 1997 zette hij na één seizoen bij EVV Eindhoven een punt achter zijn spelersloopbaan, waarin hij als prof 297 competitiewedstrijden speelde en negentien doelpunten maakte. Hij bleef aan bij Eindhoven als hoofd jeugdopleiding.

### Clubstatistieken
| Seizoen         | Club             | Competitie      | Competitie | Competitie | Beker | Beker | Overige | Overige | Totaal | Totaal |
| Seizoen         | Club             | Competitie      | Wed.       | Dlp.       | Wed.  | Dlp.  | Wed.    | Dlp.    | Wed.   | Dlp.   |
| --------------- | ---------------- | --------------- | ---------- | ---------- | ----- | ----- | ------- | ------- | ------ | ------ |
| 1983/84         | PSV              | Eredivisie      | 1          | 0          | 0     | 0     | 0       | 0       | 1      | 0      |
| 1984/85         | PSV              | Eredivisie      | 2          | 0          | 0     | 0     | 0       | 0       | 2      | 0      |
| 1985/86         | VVV              | Eredivisie      | 18         | 1          | 1     | 0     | —       | —       | 19     | 1      |
| 1986/87         | VVV              | Eredivisie      | 14         | 0          | 1     | 0     | 5       | 1       | 20     | 1      |
| 1987/88         | VVV              | Eredivisie      | 33         | 3          | 5     | 1     | 6       | 2       | 44     | 6      |
| 1988/89         | Sparta Rotterdam | Eredivisie      | 24         | 5          | 1     | 0     | —       | —       | 25     | 5      |
| 1989/90         | Sparta Rotterdam | Eredivisie      | 23         | 3          | 2     | 1     | —       | —       | 25     | 4      |
| 1990/91         | MVV              | Eredivisie      | 25         | 2          | 1     | 0     | —       | —       | 26     | 2      |
| 1991/92         | MVV              | Eredivisie      | 30         | 1          | 2     | 0     | —       | —       | 32     | 1      |
| 1992/93         | MVV              | Eredivisie      | 21         | 1          | 2     | 0     | —       | —       | 23     | 1      |
| 1993/94         | MVV              | Eredivisie      | 21         | 0          | 2     | 1     | —       | —       | 23     | 1      |
| 1994/95         | MVV              | Eredivisie      | 26         | 0          | 4     | 0     | —       | —       | 30     | 0      |
| 1995/96         | MVV              | Eerste divisie  | 26         | 1          | ?     | 0     | —       | —       | ??     | 1      |
| 1996/97         | Eindhoven        | Eerste divisie  | 33         | 2          | ?     | 1     | —       | —       | ??     | 3      |
| Carrière totaal | Carrière totaal  | Carrière totaal | 297        | 19         | ??    | 4     | 11      | 3       | ???    | 26     |

## Trainerscarrière
Na zijn actieve loopbaan ging Libregts dus aan de slag als trainer. Hij werkte onder Robert Maaskant als assistent-trainer bij RBC Roosendaal en Go Ahead Eagles, waar hij na Maaskant's ontslag eindverantwoordelijke werd en sinds 2005 bij FC Groningen als assistent van Ron Jans.
In het seizoen 2010/11 was Libregts assistent-trainer van hoofdcoach Jans bij sc Heerenveen. Libregts ondertekende daar een tweejarig contract. Na het voor Heerenveen slecht verlopen seizoen 2010/11 werd Libregts geslachtofferd. Het seizoen werd afgesloten op een twaalfde plaats, met 41 punten en dertien verloren wedstrijden. Dit was het slechtste clubresultaat sinds 1994, toen Heerenveen als dertiende eindigde.
Vanaf het seizoen 2011/12 werkte Libregts bij PSV, als trainer van PSV A1. Begin 2013 was hij enkele maanden werkzaam als trainer bij Koeban Krasnodar. Eind juni 2013 ging hij, opnieuw als assistent, zijn oude collega Robert Maaskant achterna naar Dinamo Minsk.
Van 22 oktober 2013 tot 23 april 2014 was hij assistent-coach van Gertjan Verbeek bij 1. FC Nürnberg en daarna bij VfL Bochum tot medio 2016. In 2017 ging hij voor Everton aan de slag als scout op de Nederlandse markt.
Bij het aantreden van Robert Maaskant in juni 2019 als nieuwe hoofdtrainer van VVV-Venlo werd ook Libregts als diens assistent aan de technische staf toegevoegd.
Op 11 november 2019 werd bekend dat VVV-Venlo besloot een streep te zetten onder de samenwerking met hoofdtrainer Robert Maaskant. In zijn kielzog nam VVV-Venlo ook afscheid van assistent-trainer Raymond Libregts. Reden voor het ontslag waren de teleurstellende resultaten met een negatieve uitschieter in de KNVB Beker tegen de amateurs van Groene Ster.

## Persoonlijk
Libregts is een zoon van voormalig Nederlands bondscoach en PSV- en Feyenoord-trainer Thijs Libregts.
Hij is woonachtig in Holten.